# Enwer Ablajew
Enwer Nasimowytsch Ablajew (ukrainisch Енвер Назімович Аблаєв, wiss. Transliteration Enver Nasimovyč Ablajev, krimtatarisch Enver Nazim oğlu Ablayev, * 5. Juni 1979 in Chirchiq) ist ein ehemaliger ukrainischer Freestyle-Skier und heutiger Trainer. Seine Spezialdisziplin waren die Aerials. Ablajew stammt der Volksgruppe der Krimtataren ab.

## Werdegang
Ablajew gab sein internationales Debüt im Rahmen des Europacup im November 1995 im Wintersportkomplex Raubitschy in Minsk. Im März 1996 startete er bei den Jugend-Weltmeisterschaften in Chatel, wo er in den Aerials Rang acht erreichte. Ein Jahr später startete er bei den Freestyle-Skiing-Weltmeisterschaften 1997 in Iizuna kogen bei Nagano. Dabei landete er im Aerials-Wettbewerb auf dem 23. Platz. 1998 wurde er erstmals Ukrainischer Meister und daraufhin in die Nationalmannschaft aufgenommen. Am 13. August 2000 gab er sein Debüt im Freestyle-Skiing-Weltcup. Dabei sammelte er als 20. seine ersten Weltcup-Punkte. Im Januar 2001 nahm er an den Freestyle-Skiing-Weltmeisterschaften 2001 in Whistler teil und wurde am Ende 14. in den Aerials.
Nachdem Ablajew im Dezember 2001 einmal im Nor-Am Cup gestartet war, gehörte er ab Januar 2002 fest zum Weltcup-Starterfeld. In Whistler belegte er als Achter dabei erstmals eine Top-10-Platzierung. Bei den folgenden Olympischen Winterspielen 2002 in Salt Lake City konnte er die im Deer Valley ausgetragenen Wettbewerben als 22. beenden. Die Weltcup-Saison 2001/02 beendete er wenig später als 32. der Gesamtwertung und 20. der Aerials-Wertung. Am 26. Januar 2003 verpasste er in Fernie als Vierter nur knapp das Podest. Diese Platzierung wiederholte er bei den folgenden Freestyle-Skiing-Weltmeisterschaften 2003 im Deer Valley.
Nach zwei durchwachsenen Jahren mit nur seltenen Top-10-Platzierungen gelang Ablajew mit dem Sieg beim Weltcup in Madonna di Campiglio am 11. März 2005 der größte Erfolg seiner Karriere. Eine Woche später bei den Freestyle-Skiing-Weltmeisterschaften 2005 in Ruka wurde er Siebenter. Nach einer weiteren durchwachsenen Saison mit Platzierungen im Mittelfeld reiste er im Februar 2006 zu seinen zweiten Olympischen Winterspiele nach Turin. Am Ende des Wettbewerbs konnte er mit dem 12. Platz das beste Olympiaresultat seiner aktiven Laufbahn erzielen. Beim Abschluss der Saison 2005/06, die er als 63. der Gesamtwertung beendete, konnte Ablajew in Davos als Sechster noch einmal unter die besten Zehn fahren. In der Saison 2006/07 blieben Top-Platzierungen erneut aus. Auch bei den Freestyle-Skiing-Weltmeisterschaften 2007 im Madonna di Campiglio erreichte er mit Rang 10 nicht das Ergebnis der vorherigen Weltmeisterschaften.
Nach einem schwachen Start in die Saison 2007/08 startete Ablajew im Januar erstmals wieder im Nor-Am Cup und kehrte erst in Lake Placid wieder zurück in den Weltcup, wo er auf Anhieb in den Top 10 landete. Auch in der Saison 2008/09 gelang ihm im Deer Valley und in Moskau die Fahrt unter die besten Zehn. Mit Platz 20 bei den Freestyle-Skiing-Weltmeisterschaften 2009 in Inawashiro musste er jedoch erneut einen Rückschlag verzeichnen. In der Folge blieben Top-10-Ergebnisse im Weltcup aus. Mit inzwischen 30 Jahren startete Ablajew bei den Olympischen Winterspielen 2010 in Vancouver. Als 22. wiederholte er dabei sein Ergebnis von 2006. Eine Woche nach den Spielen startete er im Wintersport-Gebiet Bukowel beim Europacup. Nach einem Sieg im ersten Rennen belegte Ablajew im zweiten Rennen Platz zwei. 
Nach der Saison 2010/11, in der er noch einmal 44. des Gesamtweltcups wurde, beendete er seine aktive Karriere. Zuvor konnte er auch in Ruka im Dezember sowie in Bukowel im März als Zweiter noch einmal ein Europacup-Podest erreichen. Zudem erreichte er bei den Freestyle-Skiing-Weltmeisterschaften 2011 im Deer Valley noch einmal Rang zehn.
Bei den Olympischen Winterspielen 2018 in Pyeongchang war Ablajew erstmals als Cheftrainer der ukrainischen Freestyler bei einem Großereignis aktiv und führte als dieser seinen Landsmann Oleksandr Abramenko zum Olympiasieg in den Aerials. Am 26. Februar 2018 erhielt er den Ukrainischen Verdienstorden 3. Klasse als Trainer für die Erfolge bei den Olympischen Winterspielen 2018 verliehen.

## Erfolge

### Olympische Spiele
- Salt Lake City 2002: 22. Aerials
- Turin 2006: 12. Aerials
- Vancouver 2010: 22. Aerials

### Weltmeisterschaften
- Iizuna kogen 1997: 23. Aerials
- Whistler 2001: 14. Aerials
- Deer Valley 2003: 4. Aerials
- Ruka 2005: 7. Aerials
- Madonna di Campiglio 2007: 10. Aerials
- Inawashiro 2009: 20. Aerials
- Deer Valley 2011: 10. Aerials

### Weltcup
- Saison 2000/01: 79. Gesamtweltcup, 37. Aerials-Weltcup
- Saison 2001/02: 32. Gesamtweltcup, 20. Aerials-Weltcup
- Saison 2002/03: 29. Gesamtweltcup, 14. Aerials-Weltcup
- Saison 2003/04: 63. Gesamtweltcup, 20. Aerials-Weltcup
- Saison 2004/05: 40. Gesamtweltcup, 16. Aerials-Weltcup
- Saison 2005/06: 63. Gesamtweltcup, 20. Aerials-Weltcup
- Saison 2006/07: 70. Gesamtweltcup, 23. Aerials-Weltcup
- Saison 2007/08: 195. Gesamtweltcup, 43. Aerials-Weltcup
- Saison 2008/09: 37. Gesamtweltcup, 14. Aerials-Weltcup
- Saison 2009/10: 83. Gesamtweltcup, 29. Aerials-Weltcup
- Saison 2010/11: 44. Gesamtweltcup, 14. Aerials-Weltcup
- 1 Podestplatz, davon 1 Sieg:

| Datum         | Ort                  | Land    |
| ------------- | -------------------- | ------- |
| 11. März 2005 | Madonna di Campiglio | Italien |

## Privates
Von 1998 bis 2002 studierte Ablajew parallel zu seiner aktiven Karriere Sport am Mukaschewe Technological Institute sowie der Universität Uschhorod. Er ist verheiratet und hat zwei Kinder.